# Euoestrophasia townsendi
Euoestrophasia townsendi är en tvåvingeart som beskrevs av Guimaraes 1975. Euoestrophasia townsendi ingår i släktet Euoestrophasia och familjen parasitflugor. Inga underarter finns listade i Catalogue of Life.